# أسونسيون أكوستا
أسونسيون أكوستا هي عداءة سريعة كوبية، ولدت في 10 مايو 1954.

## وصلات خارجية
- أسونسيون أكوستا على موقع الاتحاد الدولي لألعاب القوى (الإنجليزية)
- أسونسيون أكوستا على موقع أوليمبيديا (الإنجليزية)